# Hartley Booth
Vernon Edward Hartley Booth, né le 17 juillet 1946, est un homme politique britannique, membre du Parti conservateur.
Il est député au Parlement du Royaume-Uni pour la circonscription de Finchley de 1992 à 1997, succédant à Margaret Thatcher. Cette circonscription disparaît au renouvellement de 1997.